# Campeonato Tchecoslovaco de Futebol
Principal torneio de futebol da Tchecoslováquia, o Campeonato Tchecoslovaco de Futebol foi organizado pela Associação de futebol da Tchecoslováquia e disputado de 1925 até 1939 e de 1945 até 1993, quando o país se separou e foram disputadas as ligas independentes da República Tcheca e da Eslováquia.

## Títulos

### Amadorismo
O campeonato amador foi disputado de 1918 até 1933, porém em 1925 perdeu força com a criação do campeonato profissional.
- 1918 Slavia Praga
- 1919 Sparta Praga
- 1920 Sparta Praga
- 1921 Sparta Praga
- 1922 Sparta Praga
- 1923 Sparta Praga
- 1924 Slavia Praga
- 1925 AFK Union Zizkov
- 1925/1926 SK Zidenice
- 1927 1.CsSK Bratislava
- 1927/1928 SK Prostejov
- 1928/1929 AFK Kolín
- 1929/1930 1.CsSK Bratislava
- 1930/1931 Deutscher FC Praga
- 1931/1932 AFK Kolín
- 1932/1933 Deutscher FC Praga

- Títulos:
- Sparta Praga: 5
- Slavia Praga: 2
- 1.CsSK Bratislava: 2
- AFK Kolín: 2
- Deutscher FC Praga: 2
- AFK Union Zizkov: 1
- SK Zidenice: 1
- SK Prostejov: 1

### Profissionalismo
De 1925 até 1938, os clubes faziam parte da República Tchecoslovaca, quando a parte tcheca foi anexada à Alemanha. Com o término da Segunda Guerra Mundial, em 1945, os clubes passaram a disputar o torneio na República Socialista da Tchecoslováquia, que durou até 1993.

#### República Tchecoslovaca
- 1925 Slavia Praga
- 1925/26 Sparta Praga
- 1927 Sparta Praga
- 1927/28 Viktoria Zizkov
- 1928/29 Slavia Praga
- 1929/30 Slavia Praga
- 1930/31 Slavia Praga
- 1931/32 Sparta Praga
- 1932/33 Slavia Praga
- 1933/34 Slavia Praga
- 1934/35 Slavia Praga
- 1935/36 Sparta Praga
- 1936/37 Slavia Praga
- 1937/38 Sparta Praga

#### República Socialista da Tchecoslováquia
- 1945/46 Sparta Praga
- 1946/47 Slavia Praga
- 1947/48 Sparta Praga
- 1949 NV Bratislava3
- 1950 NV Bratislava3
- 1951 NV Bratislava3
- 1952 Sokolovo Praga¹
- 1953 ÚDA Praga²
- 1954 Spartak Praga Sokolovo¹
- 1955 Slovan Bratislava
- 1956 Dukla Praga
- 1957/58 Dukla Praga
- 1958/59 Cervená Hviezda Bratislava
- 1959/60 Spartak Hradec Králové
- 1960/61 Dukla Praga
- 1961/62 Dukla Praga
- 1962/63 Dukla Praga
- 1963/64 Dukla Praga
- 1964/65 Sparta Praga
- 1965/66 Dukla Praga
- 1966/67 Sparta Praga
- 1967/68 Spartak Trnava
- 1968/69 Spartak Trnava
- 1969/70 Slovan Bratislava
- 1970/71 Spartak Trnava
- 1971/72 Spartak Trnava
- 1972/73 Spartak Trnava
- 1973/74 Slovan Bratislava
- 1974/75 Slovan Bratislava
- 1975/76 Baník Ostrava
- 1976/77 Dukla Praga
- 1977/78 Zbrojovka Brno
- 1978/79 Dukla Praga
- 1979/80 Baník Ostrava
- 1980/81 Baník Ostrava
- 1981/82 Dukla Praga
- 1982/83 Bohemians Praga
- 1983/84 Sparta Praga
- 1984/85 Sparta Praga
- 1985/86 TJ Vítkovice
- 1986/87 Sparta Praga
- 1987/88 Sparta Praga
- 1988/89 Sparta Praga
- 1989/90 Sparta Praga
- 1990/91 Sparta Praga
- 1991/92 Slovan Bratislava
- 1992/93 Sparta Praga

¹ Depois renomeado Sparta Praga
² Depois renomeado Dukla Praga, atualmente Marila Příbram
3 Depois renomeado Slovan Bratislava

#### Títulos dos clubes naTchecoslováquia
Apenas contando os títulos profissionais:
- Sparta Praga: 21
- Slavia Praga: 13 - não incluindo o campeonato inacabado de 1948
- Dukla Praga4: 11
- Slovan Bratislava: 8
- Spartak Trnava: 5
- Baník Ostrava: 3
- Bohemians Praga: 1
- Cervená Hviezda Bratislava5: 1
- Spartak Hradec Králové6: 1
- TJ Vítkovice: 1
- Viktoria Zizkov: 1
- Zbrojovka Brno7: 1

4 Atualmente Marila Příbram
5 Atualmente Inter Bratislava
6 Atualmente SK Hradec Králové
7 Atualmente 1.FC Brno

#### Títulos por República
- Chéquia: 53
- Eslováquia: 14